# Hirschhorn (Neckar)
Hirschhorn is een gemeente in de Duitse deelstaat Hessen, gelegen in de Kreis Bergstraße. De stad telt 3.410 inwoners.

## Geografie
Hirschhorn heeft een oppervlakte van 30,86 km² en ligt in het centrum van Duitsland, iets ten westen van het geografisch middelpunt. De stad ligt in het dal van de Neckar tegen een helling.
Abtsteinach ·
Bensheim ·
Biblis ·
Birkenau ·
Bürstadt ·
Einhausen ·
Fürth ·
Gorxheimertal ·
Grasellenbach ·
Groß-Rohrheim ·
Heppenheim (Bergstraße) · 
Hirschhorn (Neckar) · 
Lampertheim · 
Lautertal (Odenwald) · 
Lindenfels · 
Lorsch ·
Mörlenbach ·
Neckarsteinach ·
Rimbach ·
Viernheim ·
Wald-Michelbach ·
Zwingenberg